# Koppenbergcross
Le Koppenbercross est une compétition de cyclo-cross organisée sur le Koppenberg à Audenarde. Le parcours de l'épreuve suit seulement une partie de la route pavée du Koppenberg et utilise quelques-uns des champs et des routes environnantes pour les autres sections du parcours. La première édition s'est déroulée en 1988. Il a eu lieu chaque année depuis 1996. Sa date est fixée au 1er novembre depuis 1999. Il fait partie du Trophée Gazet van Antwerpen compétition devenue Trophée Banque Bpost à partir de 2012-2013, puis Trophée des AP Assurances en 2016-2017 et X²O Badkamers Trofee en 2020.
Cinq courses sont organisées pour les élites masculines, féminines, les juniors, les espoirs et les cadets.
À partir de 2021, la course féminine prend le nom de Grand Prix Jolien Verschueren, en hommage à la coureuse belge décédée le 2 juillet 2021.

## Palmarès

### Hommes élites
| Année | Vainqueur            | Deuxième               | Troisième              |
| ----- | -------------------- | ---------------------- | ---------------------- |
| 1988  | Rudy Thielemans      | Kurt De Roose          | Rudy De Bie            |
| 1989  | Rudy Thielemans      | Christian Hautekeete   | Paul De Brauwer        |
| 1990  | Chris David          | Guy Van Dijk           | Ronny Poelvoorde       |
| 1991  | Peter Van Den Abeele | Paul De Brauwer        | Beat Wabel             |
| 1992  | Pavel Camrda         | Pavel Elsnic           | Peter Van Den Abeele   |
| 1996  | Mario Lammens        | Kris De Block          | Jaak Eeckout           |
| 1997  | Peter Van Den Abeele | Beat Wabel             | Danny De Bie           |
| 1998  | Bart Wellens         | Peter Van Den Abeele   | Pascal Van Riet        |
| 1999  | Peter Van Den Abeele | Bart Wellens           | Ben Berden             |
| 1999  | Mario De Clercq      | Sven Nys               | Bart Wellens           |
| 2000  | Mario De Clercq      | Erwin Vervecken        | Richard Groenendaal    |
| 2001  | Sven Nys             | Richard Groenendaal    | Erwin Vervecken        |
| 2002  | Richard Groenendaal  | Sven Nys               | Bart Wellens           |
| 2003  | Bart Wellens         | Arne Daelmans          | Sven Nys               |
| 2004  | Sven Nys             | Richard Groenendaal    | John Gadret            |
| 2005  | Sven Nys             | Bart Wellens           | John Gadret            |
| 2006  | Sven Nys             | Richard Groenendaal    | John Gadret            |
| 2007  | Sven Nys             | Bart Wellens           | Zdeněk Štybar          |
| 2008  | Sven Nys             | Lars Boom              | Niels Albert           |
| 2009  | Sven Nys             | Niels Albert           | Klaas Vantornout       |
| 2010  | Sven Nys             | Niels Albert           | Kevin Pauwels          |
| 2011  | Kevin Pauwels        | Sven Nys               | Zdeněk Štybar          |
| 2012  | Sven Nys             | Niels Albert           | Klaas Vantornout       |
| 2013  | Tom Meeusen          | Kevin Pauwels          | Klaas Vantornout       |
| 2014  | Wout van Aert        | Sven Nys               | Kevin Pauwels          |
| 2015  | Wout van Aert        | Kevin Pauwels          | Lars van der Haar      |
| 2016  | Wout van Aert        | Kevin Pauwels          | Lars van der Haar      |
| 2017  | Mathieu van der Poel | Toon Aerts             | Lars van der Haar      |
| 2018  | Toon Aerts           | Michael Vanthourenhout | Wout van Aert          |
| 2019  | Eli Iserbyt          | Thomas Pidcock         | Michael Vanthourenhout |
| 2020  | Eli Iserbyt          | Lars van der Haar      | Toon Aerts             |
| 2021  | Eli Iserbyt          | Toon Aerts             | Lars van der Haar      |
| 2022  | Lars van der Haar    | Eli Iserbyt            | Michael Vanthourenhout |
| 2023  | Thibau Nys           | Lars van der Haar      | Eli Iserbyt            |
| 2024  | Lars van der Haar    | Eli Iserbyt            | Toon Aerts             |

### Femmes élites
| Année | Vainqueur            | Deuxième               | Troisième            |
| ----- | -------------------- | ---------------------- | -------------------- |
| 2005  | Daphny van den Brand | Reza Hormes-Ravenstijn | Veerle Ingels        |
| 2006  | Marianne Vos         | Reza Hormes-Ravenstijn | Daphny van den Brand |
| 2007  | Daphny van den Brand | Reza Hormes-Ravenstijn | Veerle Ingels        |
| 2008  | non-disputé          |                        |                      |
| 2009  | Pavla Havlíková      | Helen Wyman            | Sophie de Boer       |
| 2010  | Helen Wyman          | Sanne Cant             | Sanne van Paassen    |
| 2011  | Sanne van Paassen    | Helen Wyman            | Nikki Harris         |
| 2012  | Helen Wyman          | Nikki Harris           | Sanne Cant           |
| 2013  | Helen Wyman          | Sanne Cant             | Nikki Harris         |
| 2014  | Sophie de Boer       | Jolien Verschueren     | Sanne Cant           |
| 2015  | Jolien Verschueren   | Désattribuée           | Nikki Harris         |
| 2016  | Jolien Verschueren   | Thalita de Jong        | Sophie de Boer       |
| 2017  | Helen Wyman          | Katherine Compton      | Jolien Verschueren   |
| 2018  | Kim Van De Steene    | Alice Maria Arzuffi    | Annemarie Worst      |
| 2019  | Yara Kastelijn       | Annemarie Worst        | Alice Maria Arzuffi  |
| 2020  | Annemarie Worst      | Lucinda Brand          | Yara Kastelijn       |
| 2021  | Clara Honsinger      | Denise Betsema         | Kata Blanka Vas      |
| 2022  | Fem van Empel        | Denise Betsema         | Shirin van Anrooij   |
| 2023  | Fem van Empel        | Denise Betsema         | Anna Kay             |
| 2024  | Fem van Empel        | Lucinda Brand          | Sara Casasola        |

### Hommes espoirs
| Année | Vainqueur                                   | Deuxième                                    | Troisième                                   |
| ----- | ------------------------------------------- | ------------------------------------------- | ------------------------------------------- |
| 2005  | Niels Albert                                | Zdeněk Štybar                               | Rob Peeters                                 |
| 2006  | Dieter Vanthourenhout                       | Rob Peeters                                 | Lukáš Klouček                               |
| 2007  | Tom Meeusen                                 | Quentin Bertholet                           | Thijs van Amerongen                         |
| 2008  | Philipp Walsleben                           | Sven Verboven                               | Kevin Cant                                  |
| 2009  | Róbert Gavenda                              | Jan Denuwelaere                             | Paweł Szczepaniak                           |
| 2010  | Joeri Adams                                 | Vinnie Braet                                | Lars van der Haar                           |
| 2011  | Lars van der Haar                           | Vinnie Braet                                | Jan Nesvadba                                |
| 2012  | Michael Vanthourenhout                      | Vinnie Braet                                | Jens Adams                                  |
| 2013  | Laurens Sweeck                              | Wout van Aert                               | Mathieu van der Poel                        |
| 2014  | Michael Vanthourenhout                      | Laurens Sweeck                              | Toon Aerts                                  |
| 2015  | Quinten Hermans                             | Jonas Degroote                              | Joris Nieuwenhuis                           |
| 2016  | Eli Iserbyt                                 | Jens Dekker                                 | Gosse van der Meer                          |
| 2017  | Eli Iserbyt                                 | Jens Dekker                                 | Yannick Peeters                             |
| 2018  | Thymen Arensman                             | Eddy Finé                                   | Ben Turner                                  |
| 2019  | Jens Dekker                                 | Ryan Kamp                                   | Gerben Kuypers                              |
| 2020  | Annulé en raison de la pandémie de covid-19 | Annulé en raison de la pandémie de covid-19 | Annulé en raison de la pandémie de covid-19 |
| 2021  | Pim Ronhaar                                 | Cameron Mason                               | Thibau Nys                                  |
| 2022  | Victor Van de Putte                         | Joran Wyseure                               | Jente Michels                               |
| 2023  | David Haverdings                            | Viktor Vandenberghe                         | Victor Van de Putte                         |
| 2024  | Viktor Vandenberghe                         | Sil De Brauwere                             | Kenay De Moyer                              |

### Hommes juniors
| Année | Vainqueur                                   | Deuxième                                    | Troisième                                   |
| ----- | ------------------------------------------- | ------------------------------------------- | ------------------------------------------- |
| 2005  | Dries Govaerts                              | Dennis Vanendert                            | Dave De Cleyn                               |
| 2006  | Sven Verboven                               | Joeri Adams                                 | Bart Hermans                                |
| 2007  | Marek Konwa                                 | Dany Lacroix                                | Simon Geets                                 |
| 2008  | Gerry Druyts                                | Xandro Meurisse                             | Jérémy Cornu                                |
| 2009  | Michiel van der Heijden                     | Laurens Sweeck                              | Mike Teunissen                              |
| 2010  | Danny van Poppel                            | Jens Vandekinderen                          | Matthias van de Velde                       |
| 2011  | Yorben Van Tichelt                          | Matthias Van de Velde                       | Berne Vankeirsbilck                         |
| 2012  | Mathieu van der Poel                        | Yannick Peeters                             | Jonas Degroote                              |
| 2013  | Yannick Peeters                             | Pascal Eenkhoorn                            | Jens Teirlinck                              |
| 2014  | Johan Jacobs                                | Mehdy Henriet                               | Jens Dekker                                 |
| 2015  | Seppe Rombouts                              | Thijs Wolsink                               | Clément Levallois                           |
| 2016  | Thomas Mein                                 | Timo Kielich                                | Arno Debeir                                 |
| 2017  | Ben Tulett                                  | Wout Vervoort                               | Jarno Bellens                               |
| 2018  | Yorben Lauryssen                            | Yente Peirens                               | Joran Wyseure                               |
| 2019  | Arne Baers                                  | Lennert Belmans                             | Yorben Lauryssen                            |
| 2020  | Annulé en raison de la pandémie de covid-19 | Annulé en raison de la pandémie de covid-19 | Annulé en raison de la pandémie de covid-19 |
| 2021  | Aaron Dockx                                 | Ben Askey                                   | Oliver Akers                                |
| 2022  | Andrew August                               | Oliver Akers                                | Václav Ježek                                |
| 2023  | Barnabás Vas                                | Thorben Allaer                              | Kasper Borremans                            |
| 2024  | Lennes Jacobs                               | Mathias De Keersmaeker                      | Gust Depraetere                             |